# Томари (уезд Фуруу)
Томари (яп. 泊村 Томари-мура) — село в Японии, находящееся в уезде Фуруу округа Сирибеси губернаторства Хоккайдо. Площадь села составляет 82,35 км², население — 1784 человека (30 июня 2014), плотность населения — 21,66 чел./км².

## Географическое положение
Село расположено на острове Хоккайдо в губернаторстве Хоккайдо. С ним граничат посёлки Фурубира, Кёва и село Камоэнай.

## Население
Население села составляет 1784 человека (30 июня 2014), а плотность — 21,66 чел./км². Изменение численности населения с 1980 по 2005 годы:
| 1980 | 2788 чел. |  |
| 1985 | 2640 чел. |  |
| 1990 | 2376 чел. |  |
| 1995 | 2128 чел. |  |
| 2000 | 2040 чел. |  |
| 2005 | 2185 чел. |  |

## Символика
Деревом села считается сакура, цветком — Lilium pensylvanicum.